# Reaction Engines A2
El Reaction Engines A2 es un proyecto de avión hipersónico del compañía Reaction Engines Limited. El proyecto tiene como objetivo proporcionar un avión comercial de pasajeros de larga distancia con alta capacidad de carga y respetuoso con el medio ambiente. Forma parte del proyecto europeo de investigación denominado LAPCAT. La aeronave aún no se ha lanzado comercialmente pero Reaction Engines afirmó que podría estar disponible dentro de 25 años si existiese demanda del mercado.
Con una capacidad para 300 pasajeros, una autonomía de 20.000 km. y una longitud de 143 m. debería desarrollar una velocidad de número Mach entre 5 y 8. Utilizará hidrógeno líquido como combustible con un nivel de ruido de 101 decibelios a 450m.
Según los desarrolladores sería capaz de volar entre Bruselas y Sídney en aproximadamente 4,6 horas, lo que suponer un gran ahorro de tiempo frente al casi día completo de viaje que emplean los aviones normales. El costo de un pasaje se confía en que sea parecido al business class o «primera clase».